# Nowa Wodołaha
Nowa Wodołaha – osiedle typu miejskiego w obwodzie charkowskim Ukrainy, siedziba władz rejonu nowowodołazkiego.

## Historia
Miejscowość została założona jako słoboda około 1675.
W 1931 roku zaczęto wydawać gazetę.
Osiedle typu miejskiego od 1938.
W 1959 liczyło 13 430 mieszkańców.
W 1989 liczyło 14 979 mieszkańców.
W 2013 liczyło 11 769 mieszkańców.